# Aoba-Klasse
Die Aoba-Klasse (japanisch 青葉型巡洋艦) war eine Klasse von zwei Schweren Kreuzern der Kaiserlich Japanischen Marine, die im Zweiten Weltkrieg zum Einsatz kamen.

## Geschichte

### Entwurf und Bau

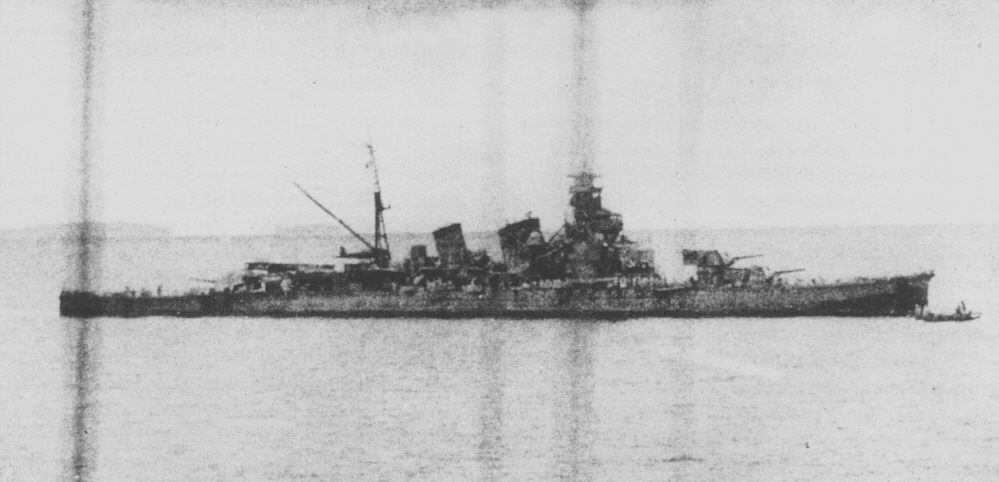
Der Kreuzer Aoba im Oktober 1942

Als Folge der Flottenverträge von 1922 plante die japanische Marine die aus vier Schiffen bestehende Furutaka-Klasse. Bei dieser Klasse wurde der Versuch unternommen, die 10.000-Tonnen-Grenze so weit wie nur möglich auszuschöpfen, und man überlud die Schiffe mit sechs Geschütztürmen sowie einem Dutzend Torpedorohre und versah sie mit starken Maschinen. Für diese vermeintlichen Vorteile opferte man die strukturelle Stabilität der Rümpfe und nahm eine Verschiebung des Schwerpunktes nach oben in Kauf.
Die drohende Topplastigkeit der Furutaka-Klasse wurde jedoch bald erkannt, und man bemühte sich, das Problem zumindest bei den beiden letzten Schiffen der Furutaka-Klasse abzustellen. Diese beiden Schiffe wurden dann nach dem Führungsschiff als Aoba-Klasse bezeichnet. Die Aoba-Klasse behielt das Konzept der schnellen Angriffseinheit bei, die Lastigkeit wurde aber schon in der Konstruktionsphase dadurch positiv verändert, dass man die sechs Einzelgeschütze in drei Zwillingstürmen zusammenfasste. Der gewonnene Platz wurde später zum Einbau eines Flugzeugkatapultes genutzt.
Die Aoba-Klasse musste später, wie die Masse der übrigen japanischen Schweren Kreuzer auch, zur Überarbeitung in die Werft. Bei dieser Aktion wurde die noch immer bestehende Instabilität der Rümpfe durch das Anschweißen von zusätzlichen Stahlplatten zu mindern versucht.
Während die Kinugasa früh im Pazifikkrieg verlorenging, erhielt die Aoba 1943 ein Typ-21- und 1944 ein Typ-22-Radarsystem.

### Modernisierungsmaßnahmen
Wie die beiden Kreuzer der Furutaka-Klasse wurden auch die der Aoba-Klasse modernisiert. Bis 1940 tauschte man die Rohre im Kaliber 20 cm der Hauptartillerie gegen solche mit 20,32 cm aus, ersetzte die vier 12-cm-L/45-Flugabwehrgeschütze Typ 10 Mod. „B“ gegen mit Schutzschilden versehene vom Modell „B2“ und installierte Maschinenkanonen, um die Flugabwehrfähigkeiten zu verbessern. Torpedowülste wurden angebracht und die leeren wasserdichten Abteilungen zum Teil mit Knautschrohren gefüllt, um den Unterwasserschutz zu verbessern und um eine Topplastigkeit zu vermeiden. Die Breite der Schiffe erhöhte sich durch die Wülste von 16,61 auf 17,56 Meter.
Die Maschinenanlage wurde überarbeitet und der überwiegenden Teil der zwölf alten Kessel entfernt, so dass nach der Maßnahme zehn Kessel und vier Turbinensätze das Antriebssystem bildeten. Die Aoba steigerte sich durch die Maßnahme von 103.003 PS (75.759 kW) auf 108.456 PS (79.769 kW), die Spitzengeschwindigkeit fiel durch das zusätzliche Gewicht der anderen An- und Umbauten jedoch von 35,04 auf 33,43 Knoten.

### Verdrängung
Die Wasserverdrängung stieg durch die Umbauten an, so dass für verschiedene Ladungszustände die Verdrängung der Aoba von Anfang 1934 deutlich niedriger war als die von 1940 nach dem Umbau:
- leicht: 7.894 t[2] auf 8.738 t[3]
- Erprobung: 9.922 t auf 10.822 t
- maximal: 10.654 t auf 11.660 t

## Schiffe der Aoba-Klasse

### Aoba
Hauptartikel: Aoba (Schiff)
Die Aoba wurde im Januar 1924 in Nagasaki auf Kiel gelegt und lief im September 1926 vom Stapel. Sie versah bis 1938 ihren Dienst, wurde aber dann zu Modernisierungsmaßnahmen in die Werft geschickt. 1940 kehrte sie zur Flotte zurück und nahm an mehreren Operationen während des Pazifikkrieges teil. Am 11. Oktober 1942 wurde sie in der Schlacht von Cape Esperance durch Treffer feindlicher Schiffsartillerie beschädigt und musste für Reparaturen nach Japan zurückkehren. Im Oktober 1944 wurde sie durch einen Torpedotreffer schwer beschädigt, als „irreparabel“ aus der aktiven Flotte in die Reserve verlegt und als schwimmende Flugabwehrbatterie eingesetzt. Ab April 1945 griffen amerikanische Kampfflugzeuge mehrfach Kure an und trafen den Kreuzer so schwer, dass er auf Grund sank. Das Wrack wurde nach dem Krieg verschrottet.

### Kinugasa
Hauptartikel: Kinugasa (Schiff)
Die Kinugasa wurde im Oktober 1924 in Kōbe auf Kiel gelegt und lief im Oktober 1926 vom Stapel. Nach einem Jahr Dienst erhielt sie als erstes japanisches Kriegsschiff ein Katapult zum Start von Bordflugzeugen. Sie führte in den Jahren nach ihrer Fertigstellung mehrere Einsätze vor der chinesischen Küste durch. Ab Dezember 1941 nahm sie an Operationen im Pazifikkrieg, wie der Schlacht im Korallenmeer und der Schlacht vor Savo Island, teil. Am 14. November 1942 wurde sie nach einem Versorgungseinsatz für Guadalcanal von Kampfflugzeugen des Flugzeugträgers Enterprise angegriffen und versank nach dem Treffer einer Fliegerbombe und mehreren Torpedotreffern südlich von New Georgia.